# Can Baró de la Cabreta
Can Baró de la Cabreta és una obra de Sant Pere de Ribes (Garraf) protegida com a Bé Cultural d'Interès Local.

## Descripció
Masia situada al sud del nucli de Ribes, sobre l'autòdrom de Rocamar. És un edifici aïllat que es troba constituït per diversos cossos superposats. Al centre del conjunt destaca el volum principal, de planta baixa, dos pisos i golfes i la coberta a dues vessants amb el carener perpendicular a la façana. S'hi accedeix des de la façana de garbí per un portal d'arc escarser arrebossat amb brancals de pedra, sobre el que hi ha una finestra d'arc pla arrebossat. La façana de xaloc presenta un finestral d'arc pla arrebossat per pis, els superiors amb sortida a un balcó de baranes forjades i ampits motllurats. La resta de la façana queda tapada per un cos adossat de planta baixa i dos pisos amb la coberta a tres vessants. A la seva façana de garbí hi ha un portal d'arc escarser (on s'hi guarda el carro antic) i, seguint el mateix eix, un finestral d'arc escarser i un altre d'arc pla. Davant d'aquest cos n'hi ha adossat un altre d'un sol nivell, sobre el qual hi ha una terrassa transitable a la que s'accedeix des de l'anterior. Seguint amb el volum principal, pràcticament no té obertures a la resta de façanes. Des del nivell de les golfes s'accedeix a la terrassa que hi ha sobre el cos de garbí, entorn el qual s'observen diverses espitlleres. Aquest volum queda envoltat per un cos d'un sol nivell d'alçat i coberta a una vessant, excepte a la façana de garbí, on hi ha el segon volum. Aquest és de planta baixa i pis i té la coberta a dues vessants amb el carener paral·lel a la façana. S'hi accedeix per un portal d'arc escarser arrebossat, al voltant del qual hi ha diverses finestres d'arc pla arrebossat. El revestiment dels murs es manté arrebossat. A migdia hi ha un baluard que tanca la part frontal de la casa, obert amb una portalada coberta. Al mur de la finca hi ha un antic aljub.

## Història
Al cadastre de l'any 1764 hi figura un tal Joseph Llopis dit Baró de la Cabreta. És probable que fos ell qui donà la denominació actual de la masia. Més endavant, tal com consta en el llibre d'Apeo de l'any 1847, pertanyia a l'Eloy Llopis.